# 蔡聲侯
蔡聲侯（？—前457年），即姬產，為春秋諸侯國蔡國君主之一，他為蔡成侯兒子，承襲蔡成侯擔任該國君主，在位期間為前471年—前457年，共15年。